# 1972年夏季奥林匹克运动会哥斯达黎加代表团
1972年夏季奥林匹克运动会哥斯达黎加代表团是哥斯达黎加派出的1972年夏季奥林匹克运动会代表团。